# آوتیس سلطان‌زاده
آوتیس سلطانوویچ میکائیلیان شناخته‌شده با نام‌های آوتیس میکائیلیان (به ارمنی: Ավետիս Սուլթան Զադե) (زاده ۱۲۶۸ – درگذشته ۲۵ تیر ۱۳۱۷) کنشگر سیاسی کمونیست و اقتصاددان ارمنی‌تبار و همچنین از بنیان‌گذاران حزب کمونیست ایران بود.

## زندگی
آوتیس میکائیلیان (سلطان‌زاده) در سال ۱۲۶۸ در مراغه در خانواده‌ای از ارمنی‌های ایران زاده شد که بعداً به اسلام گرویدند. پدرش حسین سلطان و مادرش مریم باجی بود. پدر و مادر سلطان‌زاده هنگامی که وی به سن مدرسه رفتن رسید از یکدیگر جدا شدند. سلطان‌زاده پس از پنج سال درس خواندن در مراغه به دلیل ناتوانی مادرش در پرداخت هزینهٔ تحصیل به ایروان رفت تا در مدرسهٔ ارمنیان وابسته به مرکزیت کلیساهای ارمنیان به نام اچمیادزین تحصیل کند. میکائیلیان از ۱۸ سالگی در جنبش سوسیال دموکراسی قفقاز شرکت کرد و در سال ۱۹۱۳ عضو جناح حزب بلشویک حزب سوسیال دموکرات کارگری روسیه شد. وی دست کم از سال ۱۹۱۷ در فعالیت اتحادیه‌های کارگری شرکت کرد و در هنگام وقوع انقلاب اکتبر ۱۹۱۷، در سن پیترزبورگ فعالیت انقلابی داشت.
سلطان‌زاده از بنیان‌گذاران حزب عدالت در ایران بود. وی از سال ۱۹۱۹ به عنوان عضو این جریان به آسیای میانه رفت و به تشویق کارگران ایرانی برای پیوستن به ارتش سرخ پرداخت. وی در آوریل ۱۹۲۰ در تاشکند کنفرانس عدالت را برگزار کرد که در آن ۷ هزار ایرانی در تشکیلات حزبی سازمان داده شدند. این کنفرانس زمینه‌ای برای برگزاری نخستین کنگرهٔ حزب کمونیست ایران به حساب می‌آمد.
وی به دنبال کنفرانس عدالت در تاشکند، در ژوئن ۱۹۲۰ در بندر انزلی کنگرهٔ مؤسس حزب کمونیست ایران را برگزار کرد و طی آن به دبیر اولی حزب برگزیده شد. سپس به همراه کریم نیکبین و عوض زاده به عنوان نمایندهٔ این حزب در دومین کنگرهٔ کمینترن شرکت کرد و به عضویت هیئت اجرایی کمینترن نیز در آمد.
اختلاف عقیده و به تفاهم نرسیدن اعضای کنگره با مقامات شوروی و نیز حزب کمونیست جمهوری شوروی سوسیالیستی آذربایجان سبب شد تا تنها به فاصلهٔ ۲ ماه و نیم پس از برگزاری کنگرهٔ انزلی، ۱۲ نفر از ۱۵ نفر اعضای کمیتهٔ مرکزی منتخب کنگرهٔ انزلی (و از آنجمله آوتیس سلطان‌زاده) از ترکیب رهبری اخراج شوند. کمیتهٔ مرکزی بر موجودیت قانونی خود پافشاری می‌کرد. اما طیفی متمایل به حزب کمونیست آذربایجان در درون مرکزیت شکل گرفت و سلطان‌زاده به مسکو فرستاده شد. وی در سال ۱۹۲۱ به عنوان مشاور ولادیمیر لنین به سمت ریاست ادارهٔ خاور نزدیک در کمیسرهای امور خارجه در مسکو برگزیده شد.
سلطان‌زاده در ۲۵ ژانویهٔ ۱۹۲۲ با تصمیم هیئت اجراییهٔ کمینترن به عنوان نمایندهٔ حزب در کمینترن برگزیده شد. اما در همین زمان در کمینترن به انتقاد سخت از سیاست‌های شوروی در برابر ایران و پشتیبانی از حکومت رضاخان پرداخت. او همچنین همسویی حزب کمونیست ایران با این سیاست را نیز مورد انتقاد قرار داد. به سبب این مواضع، سلطان‌زاده با فشار مقامات شوروی از حزب کمونیست ایران کناره‌گیری کرد و در انترناسیونال کمونیستی نیز جایگاهی به وی داده نشد.
سلطان‌زاده از این تاریخ تا سال ۱۹۲۷ به عنوان یک اقتصاددان برای شوروی کار کرد و در ایجاد انستیتوی بانکداری شوروی نقش به سزایی داشت. وی همچنین سردبیری مجلهٔ بانکداری شوروی را بر عهده داشت. سلطان‌زاده در این سال‌ها دست کم ۷ کتاب نوشت که از مهم‌ترین آن‌ها می‌توان به ایران معاصر، امپریالیسم انگلیس درایران، نفت و زغال‌سنگ و کارگران اشاره کرد. همچنین چندین کتاب مارکسیستی از جمله مزد، بها، سود، کار و سرمایه و مانیفست کمونیست تحت سرپرستی او به فارسی برگردان شدند.
سال ۱۹۲۷ همزمان با تغییر مشی کمینترن بود که سبب فراهم آمدن امکان بازگشت وی به حزب کمونیست ایران شد. سلطان‌زاده تأسیس «حکومت دموکراتیک کارگران و دهقانان» را آرمان حزب خود اعلام کرد و تا سال ۱۹۳۲ که این حزب به خواست مقامات شوروی منحل اعلام شد، رهبری آن را در دست داشت.

## موضع‌گیری‌های سیاسی
سلطان‌زاده در جریان جنبش انقلابی گیلان در موضع مخالف حیدر عمواوغلی قرار داشت که همکاری با میرزا کوچک خان جنگلی را توصیه می‌کرد. وی مخالف همکاری با جناح میرزا بود و انجام فوری اصلاحات ارضی را به عنوان نخستین گام از انقلاب اجتماعی در ایران توصیه می‌کرد. حیدر عمواوغلی وی را به سبب نداشتن پیشینهٔ مسلمانی برای رهبری حزب مناسب نمی‌دانست.
در ارتباط با ارزیابی حکومت رضاشاه نیز، وی را ارتجاعی و واپسگرا ارزیابی می‌کرد و به همین دلیل با مواضع برخی از مطبوعات آن هنگام شوروی که رضاشاه را ملی و ضد امپریالیست معرفی می‌کردند سرسختانه مبارزه می‌کرد.
سلطان‌زاده همچنین در کنگره‌های دوم (۱۹۲۰)، سوم (۱۹۲۱) و ششم (۱۹۲۸) کمینترن به عنوان نمایندهٔ حزب کمونیست ایران شرکت داشت و در بحث‌ها به انتقاد از رهبران کمینترن، از جمله لنین و نیکلای بوخارین پرداخت.
سلطان‌زاده دو بار با لنین دیدار و در رابطه با جنبش انقلابی کشورهای شرقی با وی به طرح مسائلی پرداخت که مبنای تزهای کمینترن در ارتباط با مسئلهٔ ملی و مستعمراتی قرار گرفتند.

## مرگ
سلطان‌زاده در سال ۱۹۳۲ از سوی حکومت ژوزف استالین به ضدیت با لنین متهم شد. در این هنگام، حزب کمونیست ایران منحل اعلام شد. اما سلطان‌زاده تا سال ۱۹۳۵ نیز به ضدیت با سیاست‌های کمینترن به ویژه سیاست‌های آن در قبال مسائل ایران و انتقاد از دیوانسالاری شوروی ادامه داد. وی در ۱۶ ژوئیه ۱۹۳۸ (۲۵ تیر ۱۳۱۷) و در جریان تصفیه‌های دههٔ ۱۹۳۰ دوران استالین به اتهام «جاسوسی برای آلمان «نازی» تیرباران شد. پس از درگذشت استالین و در دوران نیکیتا خروشچف، حزب کمونیست شوروی بار دیگر از وی اعادهٔ حیثیت کرد.

## آثار

### نوشته‌ها
- ایران معاصر
- امپریالیسم انگلیس درایران[۱]
- نفت و زغال‌سنگ و کارگران[۱]

### برگردان‌ها
- سلطان‌زاده، آوتیس، انکشاف (توسعه) اقتصادی ایران و امپریالیسم انگلستان، ترجمهٔ ف. کوشا، تهران: مازیار، چاپ یکم: ۱۳۸۳.
- اسناد تاریخی: جنبش کارگری، سوسیال دمکراسی، و کمونیستی ایران، ۲۳ جلد، به کوشش خسرو شاکری، فلورانس و تهران، ۹۲–۱۹۶۹ (آثار سلطان‌زاده، در مجلدات ۴، ۸، و۲۰ موجود است).